# Jiří Vackář

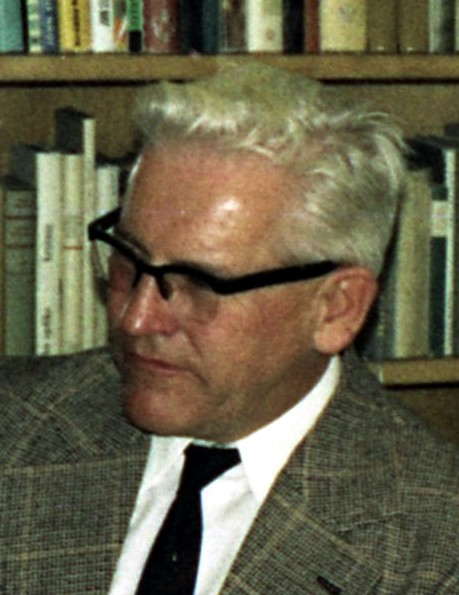
Jiří Vackář, Foto aufgenommen 1973

Dr.-Ing. Jiří František Vackář (* 24. Januar 1919 in Prag; † 27. März 2004 ebenda) war ein tschechischer Elektrotechniker.
Nach seinem Abschluss im Jahr 1938 studierte er bis zur Schließung der Universität im November 1938 an der elektrotechnischen Fakultät. Danach arbeitete er als Mechaniker und als Techniker in der Telefonproduktion.
1942 begann er als Ingenieur bei der 1922 gegründeten Vertriebsfirma Radioslavia. 1943/44 verbrachte er einige Monate mit der Montage der vier 100-kW-Kurzwellensender in Ismaning. Zurück in Prag arbeitete er an der Verbesserung von Sendern und erhielt einige Patente. In den ersten Nachkriegsjahren hielt er die Fehler des Kommunismus noch für Kinderkrankheiten. 1953 arbeitete er am Fernsehsender Petřín. 1966 erwarb er mit Fernunterricht seinen Hochschulabschluss. Die Erfindung des weltweit bekannten Vackář-Oszillators im Jahr 1949 bewahrte ihn vor der Gefangenschaft.